# Mattias Helgesson
Mattias Helgesson,  född 24 mars 1978 i Mora, är en svensk före detta innebandyspelare. Han började sin karriär i KAIS Mora IF och har senare representerat Balrog IK, IBF Falun och FC Helsingborg i Svenska Superligan. Han har även spelat i Svenska landslaget.
Sedan 2013 är han tränare i Landskrona Falcons.

## Klubbar
- KAIS Mora IF (1991/92 - 1998/99)
- Högaborg BK (1999/00 - 2002/03)
- FC Helsingborg (2002/03 - 2004/05)
- Balrog IK (2004/05 - 2005/06)
- IBF Falun (2006/07 - 2009/10)
- FC Helsingborg (2010/11 - 2012/13)
- Landskrona Falcons (2013/14 -)